# Монт-о-Сурс
Монт-о-Сурс (от франц. «mont» — «гора», «source» — источник) — гора высотой 3262 метра на границе района Утхукела провинции Квазулу-Натал Южно-Африканской Республики и округа Мокхотлонг Королевства Лесото. Входит в горную систему Драконовы горы.

## Происхождение названия
Некоторые реки имеют источники в горе Монт-о-Сурс. «Source» переводится с французского языка как «источник», а «mont» — гора, отсюда и название. Название было дано французскими миссионерами в 1836 году.

## Описание
Монт-о-Сурс — часть базальтового плато, средняя высота которого — 3050 метров. Плато окружает вертикальная стена высотой 330 метров, известная как Амфитеатр или Сентиель. Монт-о-Сурс — самая высокая точка этого плато (3262 метра).

## Гидрография
Как говорилось ранее, в горе Монт-о-Сурс берут начало различные реки, в том числе таких как Оранжевая, Ваал, Тугела, которые текут на юг, север и восток (в Индийский океан, к северу от города Дурбан, находящегося в городском округе Этеквини провинции Квазулу-Натал Южно-Африканской Республики) соответственно.
Примерно в 7 километрах от горы Монт-о-Сурс находится водопад Тугела — самый высокий водопад в Африке и один из самых высоких в мире.
Река Каледон — один из притоков реки Оранжевая, имеет своё начало также в Драконовых горах и течёт вдоль границы с Королевством Лесото.
Река Сити или Хубеду — один из самых глубоких притоков реки Оранжевая имеет своё начало в горе Монт-о-Сурс и течёт на север.
Ещё одна важная река — Эландс, которая впадает на севере в реку Уилдж, которая является одним из основных притоков реки Вааль, которая, в свою очередь, впадает в реку Оранжевая.